# Paraguai nos Jogos Pan-Americanos de 1999
O Paraguai competiu nos Jogos Pan-Americanos de 1999, em Winnipeg, no Canadá.